# بوکوزه
بوکوزه (به فرانسوی: Beaucouzé) یک کمون (فرانسه) در فرانسه است که در من-ا-لوآر واقع شده‌است. بوکوزه ۱۹٫۳۴ کیلومتر مربع مساحت دارد ۶۷ متر بالاتر از سطح دریا واقع شده‌است.

## خواهرخوانده
شهر زلب خواهرخواندهٔ بوکوزه هست.